# RP2
RP2 (англ. RP2, ARL3 GTPase activating protein) – білок, який кодується однойменним геном, розташованим у людей на X-хромосомі. Довжина поліпептидного ланцюга білка становить 350 амінокислот, а молекулярна маса — 39 641.
| 10         |  | 20         |  | 30         |  | 40         |  | 50         |
| ---------- |  | ---------- |  | ---------- |  | ---------- |  | ---------- |
| MGCFFSKRRK |  | ADKESRPENE |  | EERPKQYSWD |  | QREKVDPKDY |  | MFSGLKDETV |
| GRLPGTVAGQ |  | QFLIQDCENC |  | NIYIFDHSAT |  | VTIDDCTNCI |  | IFLGPVKGSV |
| FFRNCRDCKC |  | TLACQQFRVR |  | DCRKLEVFLC |  | CATQPIIESS |  | SNIKFGCFQW |
| YYPELAFQFK |  | DAGLSIFNNT |  | WSNIHDFTPV |  | SGELNWSLLP |  | EDAVVQDYVP |
| IPTTEELKAV |  | RVSTEANRSI |  | VPISRGQRQK |  | SSDESCLVVL |  | FAGDYTIANA |
| RKLIDEMVGK |  | GFFLVQTKEV |  | SMKAEDAQRV |  | FREKAPDFLP |  | LLNKGPVIAL |
| EFNGDGAVEV |  | CQLIVNEIFN |  | GTKMFVSESK |  | ETASGDVDSF |  | YNFADIQMGI |
|            |  |            |  |            |  |            |  |            |

A: Аланін

C: Цистеїн

D: Аспарагінова кислота

E: Глутамінова кислота

F: Фенілаланін

G: Гліцин

H: Гістидин

I: Ізолейцин

K: Лізин

L: Лейцин

M: Метіонін

N: Аспарагін

P: Пролін

Q: Глутамін

R: Аргінін

S: Серин

T: Треонін

V: Валін

W: Триптофан

Кодований геном білок за функцією належить до активаторів гтфаз. 
Задіяний у таких біологічних процесах, як транспорт, транспорт білків. 
Білок має сайт для зв'язування з нуклеотидами, ГТФ. 
Локалізований у клітинній мембрані, мембрані, клітинних відростках, війках.